# Episodi di Murder Call (prima stagione)
La prima stagione della serie televisiva Murder Call è stata trasmessa in anteprima in Australia dalla Nine Network tra l'11 agosto 1997 e il 24 novembre 1997.
| nº | Titolo originale       | Titolo italiano           | Prima TV Australia | Prima TV Italia |
| -- | ---------------------- | ------------------------- | ------------------ | --------------- |
| 1  | Ashes to Ashes         | Cenere alla cenere        | 11 agosto 1997     |                 |
| 2  | The Burial             | La sepoltura              | 18 agosto 1997     |                 |
| 3  | Cat & Mouse            | Gatto e topo              | 25 agosto 1997     |                 |
| 4  | Dead Clean             | Una morte pulita          | 1º settembre 1997  |                 |
| 5  | Who Killed Cock Robin? | Chi ha ucciso Cock Robin? | 8 settembre 1997   |                 |
| 6  | Hot Shot               | Celebrità                 | 14 settembre 1997  |                 |
| 7  | Black Friday           | Venerdì nero              | 22 settembre 1997  |                 |
| 8  | Last Stop              | Capolinea                 | 29 settembre 1997  |                 |
| 9  | Something Wicked       | Una mamma speciale        | 6 ottobre 1997     |                 |
| 10 | Drop Dead Gorgeous     | La creatrice d'immagine   | 13 ottobre 1997    |                 |
| 11 | Dead and Gone          | Una morte assurda         | 20 ottobre 1997    |                 |
| 12 | Wages of Sin           | Il prezzo del peccato     | 27 ottobre 1997    |                 |
| 13 | An Eye for an Eye      | Un cadavere nell'armadio  | 3 novembre 1997    |                 |
| 14 | Blood Heat             | Morte a noleggio          | 10 novembre 1997   |                 |
| 15 | Fall from Grace        | Vittima di se stessa      | 17 novembre 1997   |                 |
| 16 | Heartstopper           | Fedeltà                   | 24 novembre 1997   |                 |

## Cenere alla cenere
- Titolo originale: Ashes to Ashes
- Diretto da:
- Scritto da:

## La sepoltura
- Titolo originale: The Burial
- Diretto da:
- Scritto da:

## Gatto e topo
- Titolo originale: Cat & Mouse
- Diretto da:
- Scritto da:

## Una morte pulita
- Titolo originale: Dead Clean
- Diretto da:
- Scritto da:

## Chi ha ucciso Cock Robin?
- Titolo originale: Who Killed Cock Robin?
- Diretto da:
- Scritto da:

## Celebrità
- Titolo originale: Hot Shot
- Diretto da:
- Scritto da:

## Venerdì nero
- Titolo originale: Black Friday
- Diretto da:
- Scritto da:

## Capolinea
- Titolo originale: Last Stop
- Diretto da:
- Scritto da:

## Una mamma speciale
- Titolo originale: Something Wicked
- Diretto da:
- Scritto da:

## La creatrice d'immagine
- Titolo originale: Drop Dead Gorgeous
- Diretto da:
- Scritto da:

## Una morte assurda
- Titolo originale: Dead and Gone
- Diretto da:
- Scritto da:

## Il prezzo del peccato
- Titolo originale: Wages of Sin
- Diretto da:
- Scritto da:

## Un cadavere nell'armadio
- Titolo originale: An Eye for an Eye
- Diretto da:
- Scritto da:

## Morte a noleggio
- Titolo originale: Blood Heat
- Diretto da:
- Scritto da:

## Vittima di se stessa
- Titolo originale: Fall from Grace
- Diretto da:
- Scritto da:

## Fedeltà
- Titolo originale: Heartstopper
- Diretto da:
- Scritto da: